# 高谷ジャンクション

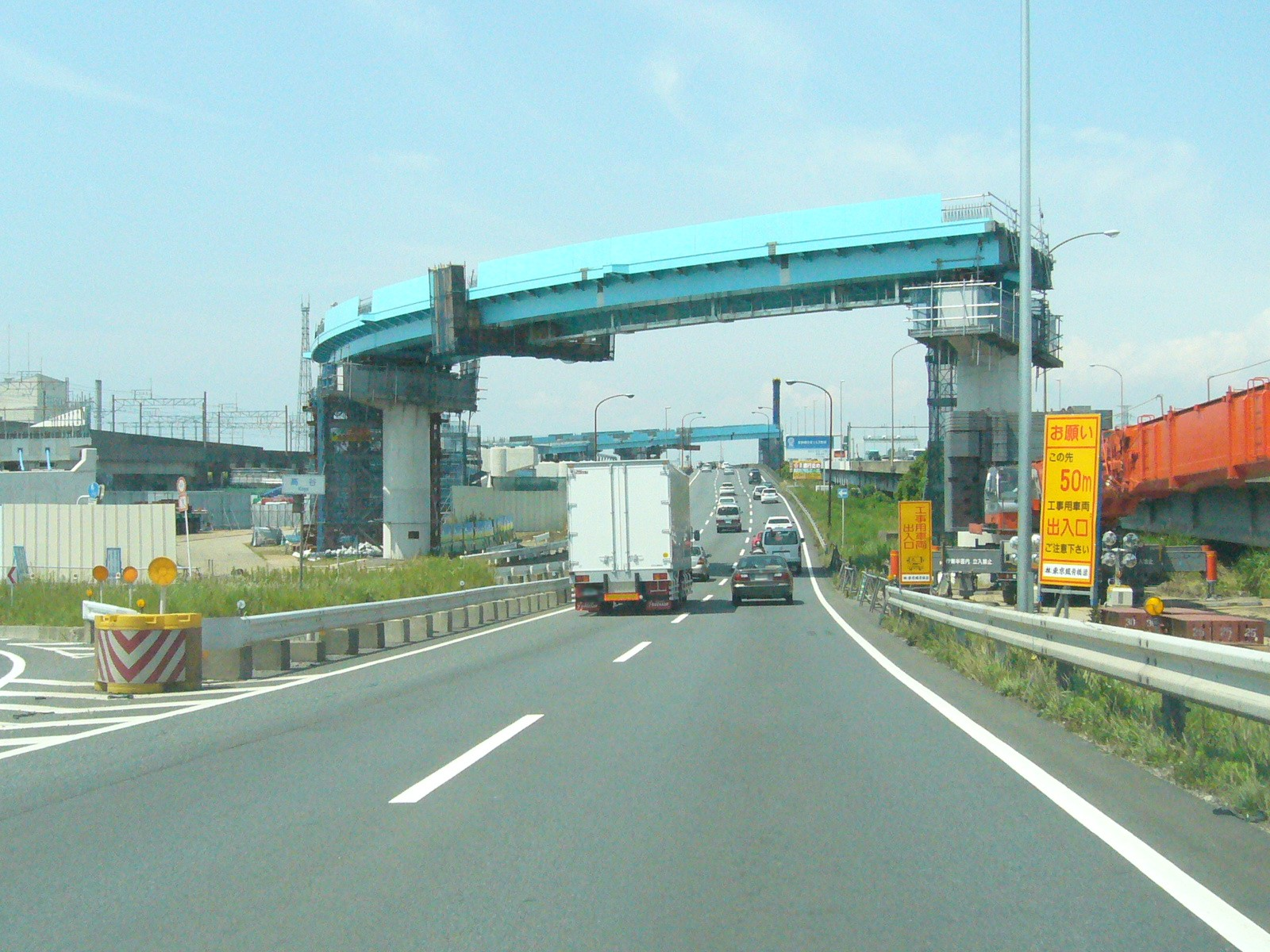
工事が進む、外環道との接続部(建設当時)

高谷ジャンクション（こうやジャンクション）は、千葉県市川市高谷にある、東関東自動車道、首都高速湾岸線および東京外環自動車道のジャンクション。
東京外環自動車道が2018年6月2日16時に開通するまでは、直結している東関東自動車道と首都高速湾岸線との本線上の接続点・境界であり、標識や地図でもジャンクションの名称は使われていなかった。なお、かつては市川ジャンクションと呼ばれることがあった。また、首都圏の3環状9放射の高速道路計画では、東京外環自動車道が当ジャンクションをそのまま南下し、第二東京湾岸道路（調査中）に接続する計画がある。
東京外かく環状道路と東京湾岸道路の一般部（国道298号と国道357号）のジャンクションも一体として整備された。

## 歴史
- 1982年（昭和57年）4月27日 : 首都高速湾岸線 浦安出入口 - 東関東自動車道 宮野木JCT間開通（この時点では湾岸線と東関東道の接続地点であり、分岐施設はなし）
- 2018年（平成30年）6月2日 : 東京外環自動車道 三郷南IC - 高谷JCT間開通に伴い、3つの高速道路を接続するジャンクションとして供用開始[2]

## 接続路線
- E51 東関東自動車道(1番)
- 首都高速道路湾岸線
- C3 東京外環自動車道(92番)

## 隣
E51 東関東自動車道
(1) 高谷JCT - (2) 湾岸市川IC
 首都高速湾岸線
(B32) 千鳥町出入口/市川PA/市川TB - 高谷JCT
C3 東京外環自動車道
(91) 市川南IC - (92) 高谷JCT